# Музыкант, Валерий Леонидович
Вале́рий Леони́дович Музыка́нт (род. 1959, СССР) — советский и российский журналист, филолог и социолог, педагог, кандидат филологических наук, доктор социологических наук, профессор кафедры массовых коммуникаций филологического факультета РУДН.

## Биография
Родился в 1959 году в СССР.
Окончил среднюю школу.
В 1986 году окончил с отличием Университет дружбы народов имени имени Патриса Лумумбы по специальности «Международная журналистика».
В 1990 году в МГУ защитил диссертацию на соискание ученой степени кандидата филологических наук на тему: «Коммунистическая печать Бангладеш: становление и развитие (1971—1989 гг.)».
С 1995 по 1996 годы проходил стажировку в Университете Северной Каролины.
С 1996 года проводит корпоративное обучение сотрудников производственных компаний и рекламных агентств в качестве приглашенного специалиста по брендингу и коммуникационной политике в городах Екатеринбург, Оренбург, Воронеж, Липецк, Казань, Красноярск, Краснодар, Пермь, Ереван, Берлин, Риччоне-Палермо, Москва (Ассоциация независимых книгоиздателей, Евраз-холдинг, Siemens, Samsung, Мерседес-Даймлер) и другие.
С 1996 года — приглашенный профессор РАНХиГС при Президенте РФ – Высшая школа финансов и менеджмента (читает курсы для слушателей программы МВА: «Маркетинг коммуникаций», «Маркетинг», «Современные рекламные технологии»).
В 1998 году в ИСПИ РАН защитил диссертацию на соискание ученой степени доктора социологических наук на тему: «Реклама как социальный институт : Возникновение и основные этапы развития». Музыкант — первый в России защитил докторскую диссертацию на тему рекламной коммуникации. 
В 2000 году — присвоено ученое звание профессора по кафедре печати, радиовещания и телевидения РУДН. 
С октября 2005 года — профессор кафедры финансового менеджмента ВШФМ РАНХиГС.
С 2006 по 2012 годы – член президиума совета учебно-методического объединения (УМО) Минобразования и науки РФ по специальности «Коммерция». Председатель Государственной аттестационной комиссии (ГАК) по специальности «Реклама» Российского государственного торгово-экономического университета (РГТЭУ/РЭУ им. Плеханова).
В 2012 году проводил занятия в Пекинском технологическом университете по курсу «Инновационный менеджмент» для слушателей программа МВA и EMBA.
В ноябре 2016 года прошёл стажировку в Кадисском университете по программе «Российско-испанский коммуникационный дискурс: перспективы сотрудничества», где провел мастер-класс для магистров «This is Russia — interculturale and tourism communication». 
С 2017 года — представитель РУДН в ассоциации ICA (Международная ассоциация по коммуникациям).
В 2017 году — член совместной международной комиссии по аккредитации программы Реклама в Университете Цзинань.
С 2018 по 2019 годы — приглашенный лектор по курсу «Медиаэкономика» в Университете Аристотеля в Салониках для студентов по направлению «Журналистика» (магистры); лектор по курсам «Медиасоциология» и «Медиаэкономика» в Мессинском университете для студентов по направлению «Журналистика» (бакалавры-магистры).
В 2019 году — эксперт (член жюри) Международной олимпиады Ассоциации «Глобальные университеты» для абитуриентов магистратуры по профилю «Бизнес и менеджмент».
Музыкант — автор свыше 200 статей по вопросам брендинга и коммуникаций в России и за рубежом. По данным РИНЦ 2016 года входит в Топ-100 самых цитируемых российских учёных (массовая коммуникация, средства массовой информации).
Валерий Леонидович — преподаватель курсов для студентов РУДН бакалавриата и магистратуры по направлению подготовки «Реклама и связи с общественностью»: «Основы рекламы и PR», «Основы интегрированных коммуникаций в рекламе», «Медиапланирование»; для студентов по направлению подготовки «Журналистика» - «Медиаэкономика», «Интегрированные маркетинговые коммуникации» и другие; читает лекции на английском языке для студентов по направлению подготовки «Applied International Journalism» (магистратура) «Media Economy», «Media Sociology».
Проводит повышение квалификации по инновационным методам обучения и преподавания в российских и зарубежных высших учебных заведениях (КНР, Испания, США). Является одним из разработчиков Государственного образовательного стандарта высшего профессионального образования по специальности «Реклама» 2-го (2000 год) и 3-го поколения (2009—2011 годы).
Область научных интересов: интегрированные маркетинговые коммуникации; реклама; брэндинг.

## Награды
- 2005. Лауреат Национальной премии РАСО «Серебряный Лучник - 2005» – номинация «Лучшая работа в области развития общественных связей» (за книгу «Формирование брэнда средствами рекламы и PR» М.: Экономист, 2005).
- 2001—2016. Награжден Ассоциацией коммуникационных агентств России (АКАР) и Российской ассоциацией по связям с общественностью (РАСО) как победитель конкурсов на лучший учебник для высшей школы.
- 2015. Награжден Почетной грамотой Министерства связи и массовых коммуникаций Российской Федерации за заслуги в развитии связи, информационных технологий и массовых коммуникаций, многолетний добросовестный труд.
- 2017. Первая премия РАСО «Серебряный лучник - 2018» в номинации «Лучшая работа о развитии общественных связей за учебник Бренд коммуникации в составе коллектива авторов».

## Научные труды
- Реклама : Междунар. опыт и рос. традиции / В. Музыкант. - Москва : Право и закон, 1996. - 220 с. : ил.; 21 см.; ISBN 5-7858-0009-8 : Б. ц.
- Реклама : Курс лекций / В. Л. Музыкант ; Междунар. независимый экол.-политол. ун-т. - М. : Изд-во МНЭПУ, 1996-. - 20 см.

1. Ч. 1. - Москва : Изд-во МНЭПУ, 1996. - 106,[1] с. : ил.
2. Ч. 2. - Москва : Изд-во МНЭПУ, 1997. - 104,[1] с. : ил.

- Теория и практика современной рекламы : учебное пособие по базовому курсу "Паблик рилейшнз" и "Реклама" / В. Л. Музыкант. - Москва : Компания "Евразийский регион", 1998-. - 23 см.

1. Ч. 1: Эффективные рекламные технологии. Паблик рилейшнз. Промоушн. Маркетинг. Ч. 1. - 1998. - 397, [1] с., [4] л. ил. : ил.; ISBN 5-86217-101-0
2. Ч. 2: Политическая реклама. Политический маркетинг. Управление рекламной кампанией. Ч. 2. - 1998. - 326 с., [8] л. ил. : ил.; ISBN 5-86217-102-9

- Реклама и PR - технологии в бизнесе, коммерции, политике : Учеб. пособие по специальностям: "реклама", паблик рилейшнз", "маркетинг", "журналистика" / В. Л. Музыкант. - Москва : Армада-пресс, 2001. - 686 с. : ил., табл.; 24 см.; ISBN 5-309-00127-1
- Формирование брэнда средствами рекламы и PR : учеб. пособие для студентов вузов, обучающихся по специальностям 061500 "Маркетинг" и 350700 "Реклама" / В. Л. Музыкант. - Москва : Экономистъ, 2004 (ОАО Можайский полигр. комб.). - 606, [1] с. : ил., портр., табл.; 22 см. - (Homo faber).; ISBN 5-98118-077-3 (в пер.)
- Формирование брэнда средствами PR и рекламы : учеб. пособие / В. Л. Музыкант. - 2-е изд., с изм. - Москва : Экономистъ, 2006 (ОАО Можайский полигр. комб.). - 606, [1] с. : ил., портр., табл.; 22 см. - (Homo Faber).; ISBN 5-98118-077-3 (в пер.)
- Реклама в действии: история, аудитория, приемы : учебное пособие для студентов высших учебных заведений, обучающихся по специальностям 032401 (350700) - Реклама и 08011 (061500) - Маркетинг / В. Л. Музыкант. - Москва : Eksmo education, 2006. - 239 с. : ил., цв. ил., портр., цв. портр.; 21 см. - (Академия рекламы).; ISBN 5-699-15565-1
- Реклама в действии : стратегии продвижения : учебное пособие для студентов высших учебных заведений, обучающихся по специальностям 032401(350700) - Реклама и 080111 (061500) - Маркетинг / В. Л. Музыкант. - Москва : Эксмо : Eksmo education, 2007. - 235, [1] с. : ил., табл., цв. ил., портр., цв. портр.; 21 см. - (Академия рекламы).; ISBN 978-5-699-20783-1
- Реклама в действии : история, аудитория, приемы : учебное пособие для студентов высших учебных заведений, обучающихся по специальностям 032401(350700) - Реклама и 080111(061500) - Маркетинг / В. Л. Музыкант. - Москва : Eksmo education : Эксмо, 2007. - 239 с. : ил., цв. ил., портр., табл.; 18х21 см. - (Академия рекламы).; ISBN 978-5-699-23047-1
- Культурно-коммуникативное пространство бренда / В. Л. Музыкант // Вузы культуры и искусств в едином мировом образовательном пространстве.- Т. 1. - Москва, 2007. - С. 229-241.
- Реклама в действии : стратегии продвижения : учебное пособие для студентов высших учебных заведений, обучающихся по специальностям 032401 (350700) - Реклама и 080111 (061500) - Маркетинг / В. Л. Музыкант. - 2-е изд., доп. - Москва : Эксмо, 2009. - 235, [1] с. : ил., табл., цв. ил.; 21 см. - (Академия рекламы).; ISBN 978-5-699-30737-1
- Маркетинговые основы управления коммуникациями : ATL- /BTL-реклама /брэндинг/ интегрированные маркетинговые коммуникации : учебное пособие для студентов высших учебных заведений, обучающихся по специальностям 080111 - "Маркетинг" и 032401 - "Реклама" / Валерий Музыкант. - Москва : Эксмо, 2009. - 824, [1] с. : ил.; 24 см. - (Полный курс МВА).; ISBN 978-5-699-24276-4
- Реклама : учебное пособие для студентов высших учебных заведений, обучающихся по специальностям 032401 - Реклама и 080111 - Маркетинг / Музыкант В. Л. - Москва : РИОР : ИНФРА-М, 2011. - 196, [2] с. : ил., табл.; 22 см. - (Азбука рекламы) (Высшее образование).; ISBN 978-5-369-00780-8 (РИОР)
- Докнижная культура в дискурсе системы средств массовой коммуникации / В. Л. Музыкант // Румянцевские чтения - 2011. Ч. 1 : материалы междунар. науч. конф. (19-21 апр. 2011) : [в 2 ч.]. - М.: Пашков дом, 2011. - С. 329-333.
- Интегрированные маркетинговые коммуникации : учебное пособие для студентов высших учебных заведений, обучающихся по направлению 100700.62 - "Торговое дело" и по специальностям 032401 - "Реклама", 080111 - "Маркетинг" / В. Л. Музыкант. - Москва : РИОР : ИНФРА-М, 2012. - 215 с. : ил., табл., факс.; 22 см. - (Серия. Высшее образование. Бакалавриат) (Азбука рекламы).; ISBN 978-5-369-01121-8 (РИОР) (в пер.)
- Позиционирование и типология рекламных Интернет-технологий как инструмента формирования коммуникационного поля современной России / В. Л. Музыкант, П. Шишкина // Библиотеки и просвещение в области прав потребителей : материалы 5-го Всероссийского научно-практического семинара, Москва, 24 ноября 2011 г.. - Москва, 2012. - С. 70-75.
- Психология и социология в рекламе : учебное пособие : для студентов высших учебных заведений, обучающихся по специальностям 032401 - Реклама, 080111 - Маркетинг и по направлению 100700 - Торговое дело : соответствует Федеральному государственному образовательному стандарту 3-го поколения / Музыкант В. Л. - Москва : РИОР : ИНФРА-М, 2012. - 216, [1] с. : ил., портр., табл.; 22 см. - (Бакалавриат) (Высшее образование) (Азбука рекламы).; ISBN 978-5-369-00990-1 (РИОР)
- Media economy : education and methodical complex / V. L. Mouzykant. - Moscow : Peoples' friendship univ. of Russia, 2013. - 131 с. : ил., табл.; 21 см.; ISBN 978-5-209-05063-6
- Управление брэнд-коммуникациями: монография / В. Л. Музыкант ; Московская междунар. высш. шк. бизнеса "МИРБИС" (ин-т). - Москва: МИРБИС, 2014-.

1. Ч. 1. - 2014. - 219 с. : ил., табл.; ISBN 978-5-98817-056-3
2. Ч. 2.: Онлайн и офлайн среда. Ч. 2. - 2015. - 237 с. : ил.; ISBN 978-5-00086-356-5

- Брендинг. Управление брендом  : учебное пособие для студентов высших учебных заведений, обучающихся по направлению 100700.62-"Торговое дело" и по специальностям 032401-"Реклама", 080111-"Маркетинг" / В. Л. Музыкант. - Москва : РИОР : Инфра-М, 2014. - 315 с. : ил., табл.; 22 см. - (Азбука рекламы) (Высшее образование. Бакалавриат).; ISBN 978-5-369-01236-9 (РИОР)
- Управление брэнд-коммуникациями : монография / В. Л. Музыкант ; Московская междунар. высш. шк. бизнеса "МИРБИС" (ин-т). - Москва : МИРБИС, 2014-. - 20 см.; ISBN 978-5-98817-055-6
- Mass media sociology : education and methodical complex / V. L. Muzikant. - Moscow : Peoples' friendship univ. of Russia, 2015. - 167, [2] с. : ил., табл., портр.; 21 см.; ISBN 978-5-209-07131-0 : 100 экз.
- Коммуникативное общество: культурный код экономического поведения : монография / В. Л. Музыкант, В. Д. Киселев. - Москва ; Берлин : DirectMEDIA, 2020. - 329, [1] с. : ил., табл.; 22 см.; ISBN 978-5-4499-1613-6 : 500 экз.
- Системность массовых коммуникаций: образы „свой — чужой“ в инфодемии : монография / Музыкант В. Л., Барабаш В. В., Бордюгов В. А. [и др.] ; под общей редакцией В. Л. Музыканта, В. В. Барабаша. - Москва : DirectMEDIA ; Берлин : [б. и.], 2021. - 365, [1] с. : ил., цв. ил., портр., факс., табл.; 24 см.; ISBN 978-5-4499-1694-5 : 500 экз.

- Протореклама: на заре профессионализации / Музыкант В. Л., Гринберг Т. Э. // Коммуникология, 2016. том 4, № 2, с. 194-203
- Russian and japanese younger generations in search for a new media product / Zheltukhina M. R., Mouzykant V. L., Barabash V. V., Mori S., Ponomarenko E. B., Morozova E.V. // Man In India. 2017. том 97. № 3. С. 223-236.
- Corporate social responsibility (CSR) of Pr in Syrian ang Russian telecommunication companies in crisis. A comparative analytical study on communication activities of mtn and mtc companies / Muzykant Valerii Leonidovich, Mfarrej Fadi // Вестник Российского университета дружбы народов. 2018 Vol. 23 No. 1 115—126
- New media: invective language transformation of global communication / Barabash V. V., Muzykant V., Ponomarenko E. B., Denisenko V. N., Shlykova O. V. // XLinguae, издательство Slovenská Vzdelávacia a Obstarávacia s.r.o. (Nitra), 2019. № 12 DOI
- Торговая коммуникация в Киргизской степи (первая половина XIX века): некоторые характерные особенности / Булгарова Б. А., Барабаш В. В., Музыкант В. Л., Касымалиева К. Э. // Bylye Gody. Sochi State University for Tourism and Recreation. 2020. С. 1093-1100
- Corporate Social Responsibility in the Digital Transformation of Business Ecosystems / Muzykant Valerii L., Komarov Vasiliy M., Shalnova Olga A., Grinberg Tanyana E., Muqsith Munadhil Abdul // International Journal of Innovation, Creativity and Change, издательство Primrose Hall Publishing Group (London, UK), 2020. том 14, № 5, с. 1295-1313
- Philosophical and conceptual presentation of the emotional cluster of sadness: Metaphorization of German artistic consciousness / Krasavsky N.A., Baranova K.M., Muzykant V.L., Barabash V.V., Burdovskaya E.Y. // XLinguae. Slovenska Vzdelavacia Obstaravacia. Том 13. 2020. С. 134-144
- Цивилизационная миссия Российской империи в Центральной Азии в XIX веке (на материалах Государственного архива Оренбургской области) / Музыкант В. Л., Трофимова Г. Н., Таказов В. Д., Калимолдаев Алмас// Bylye Gody. Sochi State University for Tourism and Recreation. № 16, 2021, С. 1737-1750
- Smart City Image Processing as a Reflection of Contemporary Information Codes // Muzykant Valerii Leonidovich, Shlykova Olga Vladimirovna, Barsukov Kirill Pavlovich, Kulikov Sergey Vladimirovich, Efimets Marya Aleksandrovna // в сборнике Third International Conference on Image Processing and Capsule Networks, издательство Springer International Publishing (New York), 2022 с. 519-530 DOI